# Безликий (фільм, 2007)
Безликий (Faceless) — австрійсько-британський науково-фантастичний фільм 2007 року режисера Ману Лукша, повністю створений із зображень з камер відеоспостереження, отриманих відповідно до європейського законодавства про захист даних.

## Про фільм
У неприємно знайомому місті за реформою календаря зникло минуле та майбутнє. Громадяни лишилися безликими, без пам'яті чи очікування.
Суспільством керує Нова машина, люди втратили своє обличчя, а календар «RealTime» зруйнував їхнє розуміння історії чи майбутнього.
Жінка одного разу прокидається та виявляє, що у неї є обличчя. Згодом вона отримує анонімний лист, який розкриває існування її минулого життя та дитини.
Панікуючи, жінка звертається за допомогою до Примарних Дітей, щоб уникнути Наглядачів і протистояти владі Нової Машини.

## Знімались
| Актор          | Роль     |
| -------------- | -------- |
| Ману Лукш      | вона     |
| Тільда Свінтон | оповідач |
| Вільям Тревітт | він      |